# Hippsche Wendescheibe

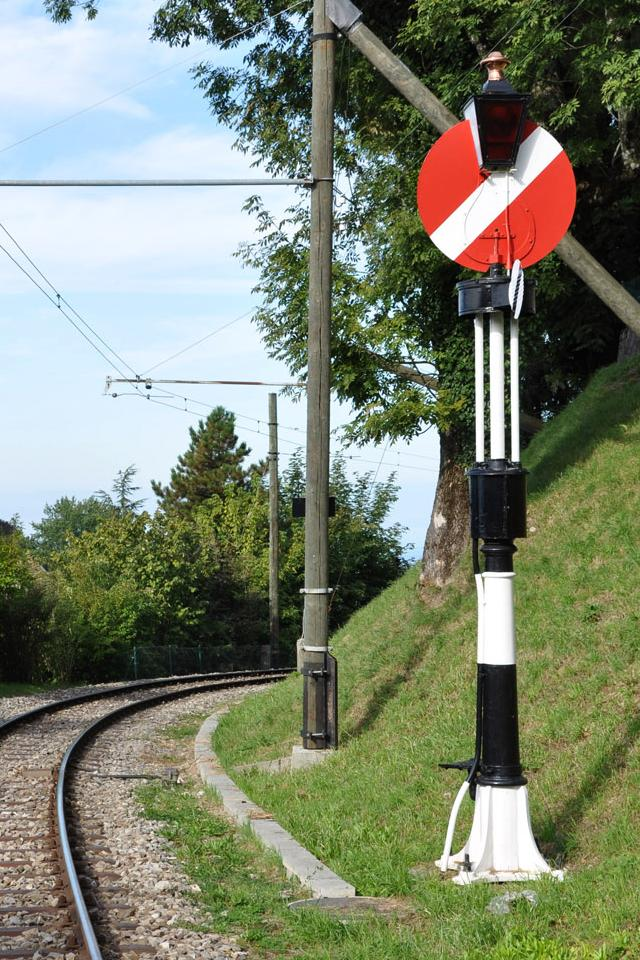
Hippsche Wendescheibe im Einsatz bei der Museumsbahn Blonay–Chamby

Die hippsche Wendescheibe, auch Hipp’sche Wendescheibe geschrieben, ist ein historisches Eisenbahnsignal. Das automatische und visuelle Signal diente als Vor- und Hauptsignal.

## Beschreibung
Dieser Signaltyp wurde vom Erfinder und Uhrmacher Matthäus Hipp entwickelt und erstmals 1862 in Winterthur angewendet. Das Signal ist nach ihm benannt und war lange vor den Flügelsignalen in Gebrauch.
Die hippsche Wendescheibe ist auf einer hohlen Gusssäule montiert. Diese trägt eine zirka 1 m große Blechscheibe. Bis 1877 war diese zu beiden Seiten rot mit weissem Rand gestrichen, später auf einer Seite rot mit weissem Diagonalbalken und auf der Rückseite weiss und schwarz, teils als Schachbrett, teils mit diagonalem Balken, oder einfach grau bemalt. Die Änderung des Anstrichs bedingte einen mechanischen Umbau: Zum Wechsel von der einen in die andere Signallage war zunächst jeweils eine Vierteldrehung nötig. Nach dem Umbau drehte sich die Scheibe einmal um 90°, das andere Mal um 270°. Seither hat das Signal je eine eindeutige Vorder- und Rückseite. Unterhalb der grossen Scheibe und im rechten Winkel dazu angeordnet sind zwei kleine weisse Scheiben oder Flügel montiert. Sie sind beidseitig weiss mit je einem schwarzen Diagonalstrich oder mit schwarzen Viertelssegmenten (Schachbrett). Die Scheibe ist drehbar und zeigt dem heranfahrenden Zug entweder die rote Tafel, welche „Halt“ signalisiert, oder die beiden weissen Flügel, die „Fahrt frei“ erlauben. Die kleinen Flügel-Scheiben dienen in erster Linie dem Ausgleich der Windkräfte, was die nötige Stellkraft reduziert. Die kleinen Flügel haben daneben den Vorzug, ein positives Fahrsignal zu zeigen. Das bis etwa 1877 angewendete Loch in der Mitte der grossen Scheibe hatte ebenfalls die Aufgabe, Windkräfte zu kompensieren. Weil die hippschen Wendescheiben oft wiederverwendet wurden, haben solche Loch-Scheiben nicht selten als Vorsignale ein „zweites Leben“ gefunden. Die Signale wurden in Fahrtrichtung grundsätzlich rechts des Gleises angeordnet. Erst nach 1930 aufgestellte Apparate (alle in zweiter oder dritter Nutzung) stehen links.
Der Antrieb funktioniert über ein Gewicht im Signalmast, welches nach ca. 200 Scheibenumdrehungen wieder aufgezogen werden muss. Das Signal wird mit Strom aus einer Batterie elektromagnetisch ausgelöst (elektrischer Schwachstromimpuls) und arbeitet bei Sturm und im Winter zuverlässiger als Wendescheiben, die mit Drahtzügen bedient werden. Der Stromimpuls löst die Drehung der Scheibe immer im Uhrzeigersinn aus.
Bemerkenswert ist auch, dass die hippschen Wendescheiben von Anfang an mit einer elektrischen Rückmeldung der Signalstellung zur auslösenden Station ausgestattet waren.
Dieser Signaltyp wurde durch die Lichtsignale abgelöst und ist fast vollständig ersetzt. Funktionsfähige Exemplare sind auf Museumsbahnen, z. B. an der Strecke des Dampfbahn-Verein Zürcher Oberland (DVZO), bei der Schinznacher Baumschulbahn (SchBB), bei der Museumsbahn Blonay–Chamby (BC), bei der Dampfbahn Furka-Bergstrecke (DFB) und in der Eisenbahn-Erlebniswelt Locorama in Romanshorn anzutreffen.
Die Ausführung als Vorsignal war grundsätzlich gleich, die Scheibe war (bis 1935 grün, danach) orange statt rot und hatte meistens nur eine Laterne aufgesetzt, die über ein Spiegelsystem ein Doppellicht zeigte. Das letzte Vorsignal dieser Art stand bis zum 13. Februar 1975 in Bischofszell Stadt.

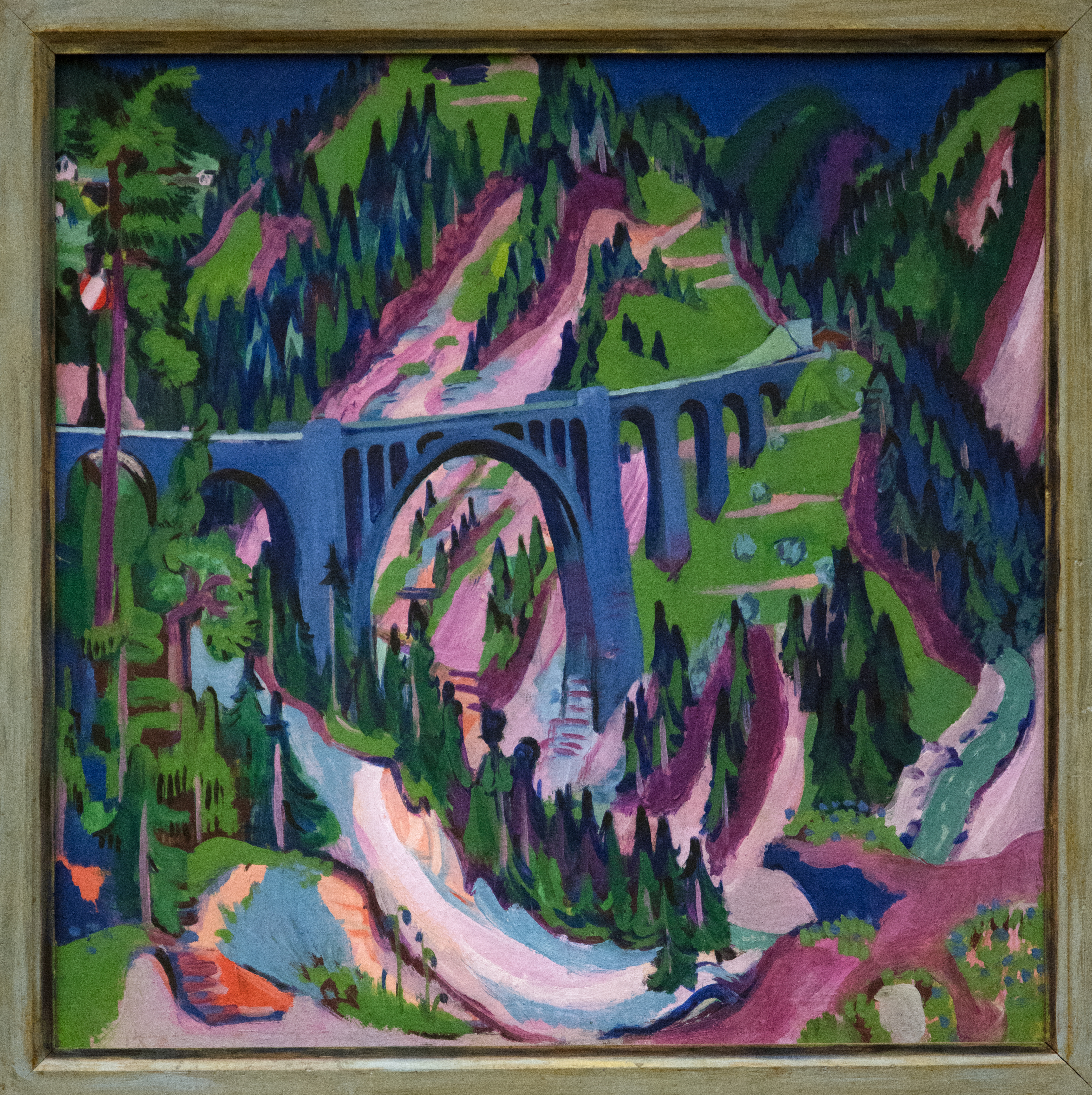
Ernst Ludwig Kirchner:
Die Brücke bei Wiesen (1926).
Die hippsche Wendescheibe (oben links am Bildrand) zeigt dem Zug die Schmalseite bzw. die kleinen Flügel.

Die letzten Hauptsignale arbeiteten bei der Rhätischen Bahn bis 20. Mai 1987, wo ab 1904 allmählich fast das gesamte Stammnetz mit solchen, in einigen Punkten verbesserten Einfahrsignalen ausgerüstet wurde. Dabei gab es weder Ausfahrsignale noch Vorsignale, die Wendescheiben dienten ausschliesslich dem Schutz der Stationsanlage, wie es ihr ursprünglicher Name «Abschlusssignal» andeutet. Mit der Einrichtung des Streckenblocks wurden Lichtsignale aufgestellt, nun in der üblichen Anordnung Einfahrvorsignal, Einfahrsignal kombiniert mit Ausfahrvorsignal, Ausfahrsignal. Ein stillgelegtes Signal verblieb an der RhB-Strecke Davos-Filisur am westlichen Ende des Wiesener Viadukts. Vielleicht auch darum, weil Ernst Ludwig Kirchner dieses Signal in seinem Bild Die Brücke bei Wiesen verewigt hat. Als Denkmal sind Signale im Areal der Hauptwerkstätte in Landquart (öffentlich zugänglich) und an der Segantinistrasse in Chur zu finden.
Weitere Signale befinden sich (2009):
- beim Klubhaus der Oltener Modellbahnfreunde
- im Bahnmuseum Kerzers/Kallnach neben der Ge 6/6 406 von 1921
- am Bahnhof Blonay sowie zwischen Blonay und Chantemerle an der Bahnstrecke Blonay–Chamby (funktionsfähig)
- an der Station Bäretswil Seite Bauma des DVZO (Dampfbahn-Verein Zürcher Oberland) seit 1982 (funktionsfähig)
- in Romanshorn in der Eisenbahn Erlebniswelt LOCORAMA (funktionsfähiges Denkmal)
- an der Strecke der Schinznacher Baumschulbahn, SchBB (funktionsfähig)
- bei der Dampfbahn Furka-Bergstrecke als Einfahrsignal zum Bahnhof Realp (funktionsfähig)
- im Thurgau am Bahnhof Bischofszell Stadt der SBB (als Denkmal, nicht am Originalstandort)
- bei der Dampfbahn Katzensee (funktionsfähig)[4]
- beim Siemens Integrasquare in Wallisellen

|  |  |  |  |